# Collandres-Quincarnon
Collandres-Quincarnon è un comune francese di 206 abitanti situato nel dipartimento dell'Eure nella regione della Normandia.

## Società

### Evoluzione demografica
Abitanti censiti